# Bjurbäck
Bjurbäck ist ein schwedischer Ort im Distrikt Bjurbäck in der Gemeinde Mullsjö.

## Lage
Der Ort liegt etwa acht Kilometer südwestlich von Mullsjö am nordöstlichen Ufer des Sees Nässjö. Er gehört zur Kirchgemeinde Mullsjö-Sandhem im Socken (Kirchspiel) Bjurbäck, Bistum Skara.

## Sehenswürdigkeiten

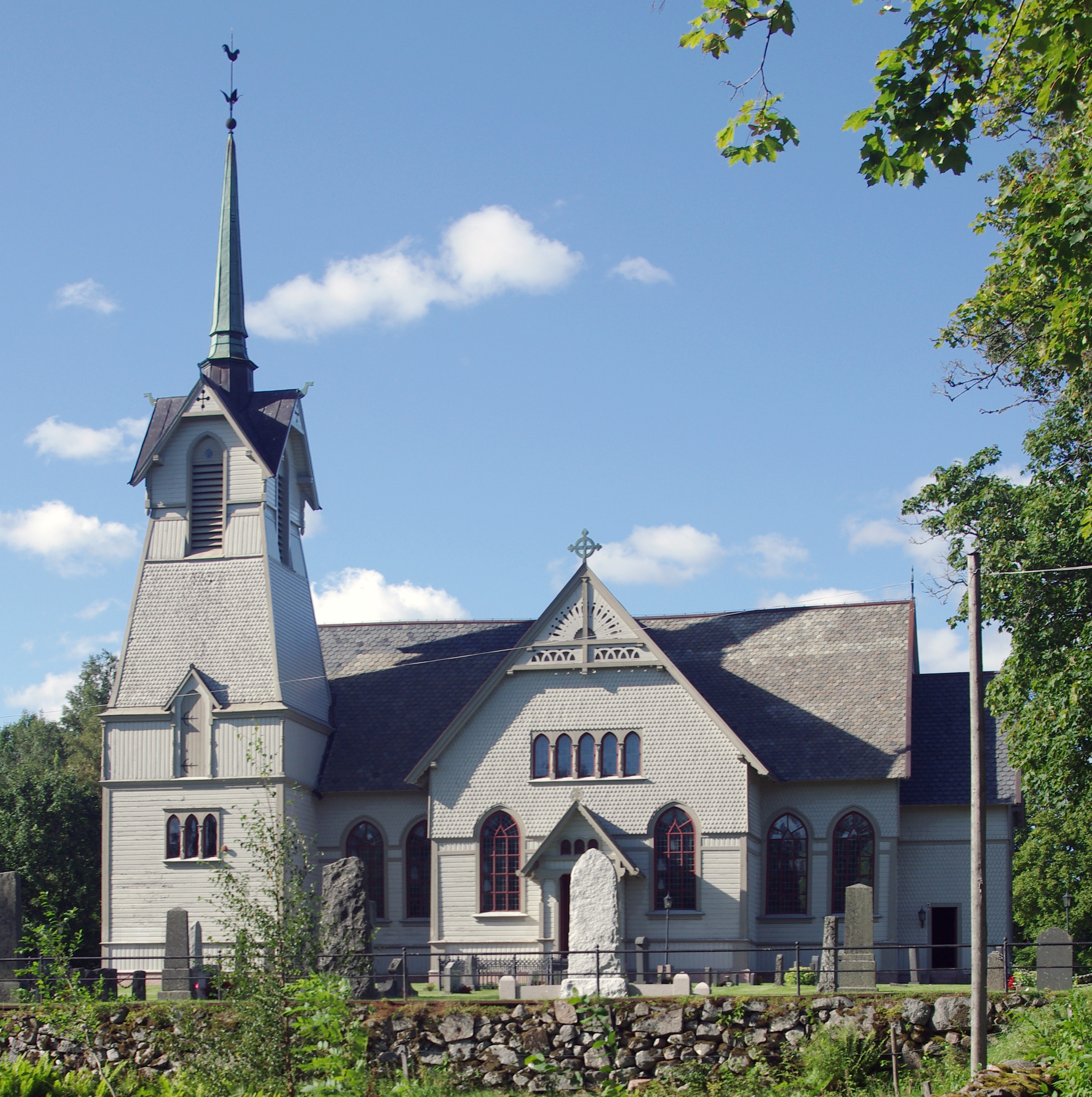
Bjurbäcks kyrka (Aug. 2011)

Im Ort befindet sich die 1899 eingeweihte, hölzerne Bjurbäcks kyrka. 1984 hat der örtliche Heimatverein das ehemalige Pfarrgut Bönared übernommen und betreibt dieses seitdem als Heimatvereinshof. Die Schule von Bjurbäck wurde 1993 von der Gemeinde gekauft, die Räume für Tagungen und Feierlichkeiten vermietet.
Seit 2004 gibt es im Ort eine Kunsthalle.